# Type 63 antiaérien
Les Type 63 et Type 65 sont des canons antiaériens automoteurs chinois basés sur le châssis de char moyen soviétique T-34/76 ou T-34/85.

## Description
Le Type 63 est un T-34-76 Obr.1943 produit par UralVagonZavod converti en véhicule anti-aérien, armé de deux canons Chinois type 61 AA 37 mm. La variante Type 65 associée était plutôt basée sur le châssis T-34-85. Aucun des Type 63 d'origine n'a survécu aujourd'hui.
Le Type 65 a conservé le châssis du T-34/85 mais la tourelle a été remplacée par une tourelle à caisson à toit ouvert armée de deux canons antiaériens Type 61 de 37 mm. Les canons étaient chargés manuellement avec des clips à 5 cartouches. Alors que le Type 65 était à égalité avec les systèmes anti-aériens contemporains, tels que le M42 Duster, en raison du manque de systèmes d'élévation hydrauliques, les canons devaient être élevés manuellement. Pour cette raison, le Type 65 était inefficace contre les avions rapides et volant à basse altitude, et bien qu'il se soit avéré quelque peu efficace dans le rôle anti-blindage de soutien au sol, il était inefficace contre le blindage des chars de combat principaux alors modernes de la guerre du Vietnam.[réf. nécessaire]

### Construction
La modification a été faite en boulonnant une plaque d'acier sur l'ouverture de la coque pour la tourelle avec 27 boulons. La plaque était renforcée par une poutre verticale en acier soudée au plancher de la coque et au bas de la plaque de toit. Un double canon anti-aérien de 37 mm de type 61 a été retiré de son chariot à 4 roues et sa boîte de vitesses transversale a été boulonnée au milieu de la plaque d'acier. Une tourelle a été fabriquée à partir de tôle soudée et boulonnée au sol du support de canon anti-aérien. Le seul rangement de munitions était constitué de deux bacs métalliques, un situé de chaque côté de l'extérieur de la coque. Un verrou de voyage en fer de canal est situé sur le pont moteur du réservoir.

## Historique
Le Type 63 et le Type 65 ont été fournis à l'APV par la Chine pendant la guerre du Vietnam. L'APV a reçu plusieurs exemplaires du char en provenance de Chine et les a utilisés pendant la guerre du Vietnam, mais seul un petit nombre était disponible en raison du manque d'équipement anti-aérien adéquat. Il est resté en service dans l'Armée populaire du Vietnam d'après-guerre, ainsi que dans l'APL, les derniers exemplaires ayant été retirés en 1990.
Un exemple du Type 65 a été capturé par le 4e Régiment d'Infanterie de l'ARVN lors de l'Offensive de Pâques de 1972. Ce véhicule a été remis à l'armée américaine et expédié à Bayonne, New Jersey à l'été 1975. De là, il a été expédié à Aberdeen Proving Ground où il a été évalué. Il a été exposé au Aberdeen Proving Grounds où il est resté jusqu'au début des années 2010, date à laquelle il a été transféré au Air Defence Artillery Museum de Fort Sill, Oklahoma.

### Incertitude sur l'origine
Il y a désaccord sur l'origine du véhicule. Alors que de nombreuses sources affirment qu'il est de fabrication chinoise, il peut s'agir d'un seul véhicule improvisé vietnamien. Il a été fabriqué grossièrement, avec des matériaux de base qui sont communs aux véhicules de combat improvisés, et peu d'informations sur le véhicule existent dans les archives militaires chinoises, bien que des études récentes indiquent qu'un tel véhicule était en service avec l'Armée populaire de libération. Le véhicule capturé par le 4e Régiment d'Infanterie de l'ARVN est le seul exemplaire connu qui existe. Ce véhicule avait le numéro "045" peint au moins sur la gauche et vraisemblablement les deux côtés de la tourelle, ce qui suggère qu'il y a peut-être eu plus d'exemplaires fabriqués, mais aucun autre véhicule n'est actuellement connu. Des véhicules antiaérien vietnamiens similaires existent, y compris un châssis de T-34 avec un canon anti-aérien de 57 mm monté dans une tourelle avec une conception similaire. Cependant, des études récentes ont confirmé l'existence du type 63 et du type 65.
De nombreuses sources affirment que l'armement est jumelé à des canons antiaériens "Type 63", mais le Type 65 est l'armement le plus probable, car le canon AA Type 63 n'est mentionné dans aucune source au-delà des références à ce canon antiaérien automoteur. Cela pourrait être dû au peu d'informations sur les équipements militaires chinois disponibles aux États-Unis pendant la guerre froide.

## Les opérateurs

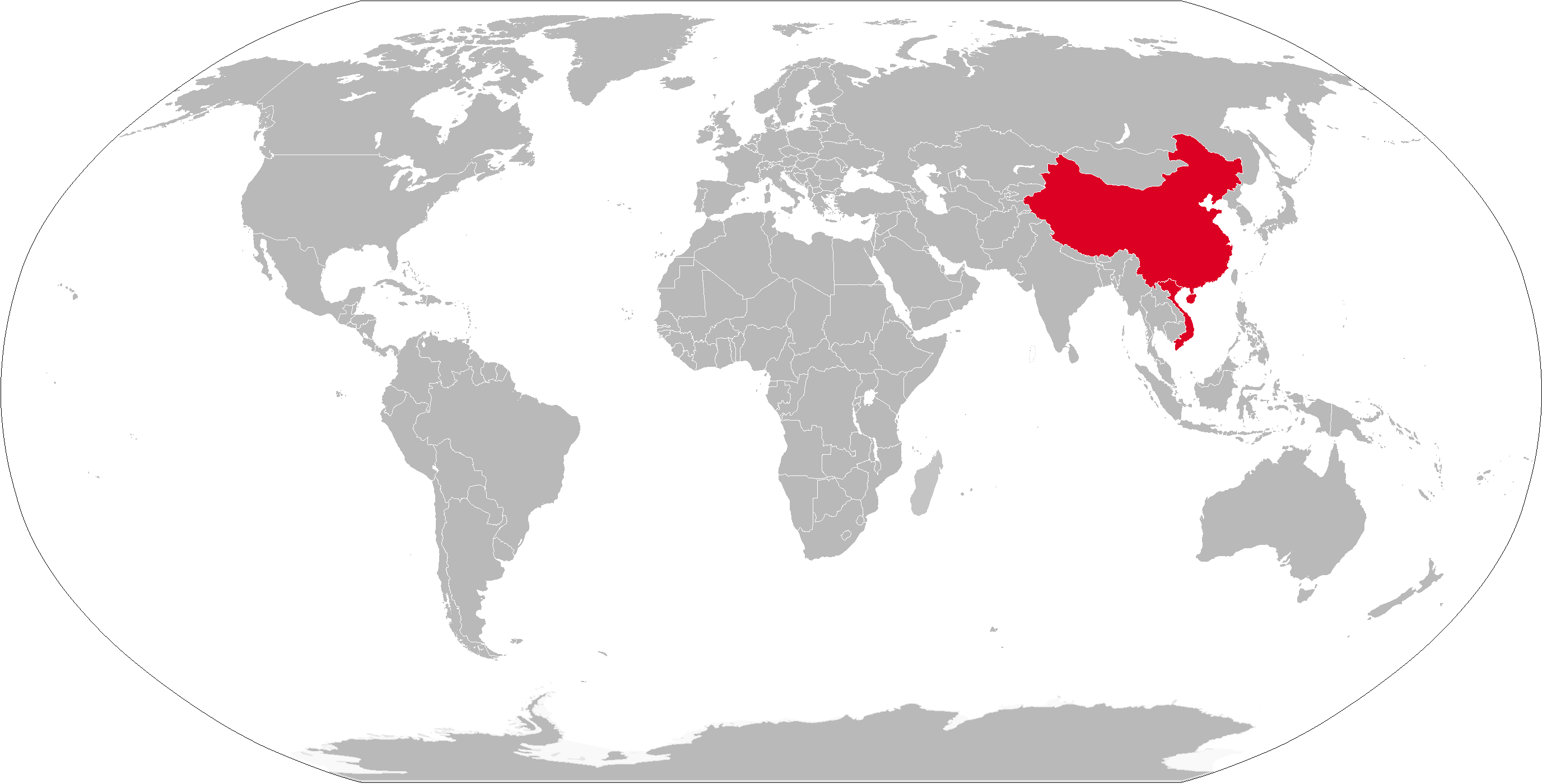
Carte avec les anciens opérateurs de type 63 en rouge

### Anciens opérateurs
- République populaire de Chine - Resté en service jusqu'en 1990[3].
- North Vietnam - Une poignée d'exemples fournis de Chine dans les années 1960[1]. Transmis au Vietnam unifié.
- Viêt Nam du Sud - Au moins un capturé de l'armée populaire vietnamienne.
- Viêt Nam